# 哈爾濱 (韓國電影)
《哈爾濱》（韓語：하얼빈）是一部2024年上映的韓國歷史諜戰動作片，由《南山的部長們》導演禹民鎬執導，玄彬、朴正民、趙宇鎮、全汝彬、劉宰明、朴勳主演。本片获邀入选第49届多伦多国际电影节“Gala Presentations”单元并将于当地时间2024年9月8日举行世界首映，同年12月24日在韩国正式上映。
本片摄影指导洪坰杓获得第61屆百想藝術大獎电影部门的「大賞」，是该奖史上首位获得最高榮譽的幕后工作者，同时也凭借影片精雕细琢的完成度获得最佳作品奖。

## 劇情概要
1908年，在咸镜北道新义山，安重根率领的独立军在与日军的战斗中取得重大胜利。大韩义军参谋中将安重根依据万国公法，释放了作为战争俘虏的日本人，但却因此遭到反击，独立军内部也开始怀疑安重根的领导能力，进而出现裂痕。
一年后在海参崴，以安重根为首，禹德淳、金尚铉、孔夫仁、崔在亨、李昌燮等一心想要收复失地的人们再次相聚。安重根和独立军得知伊藤博文为与俄国谈判正前往哈尔滨的消息后，便向哈尔滨进发，而日军获取了他们被从内部泄露的作战计划，进而对他们展开了追捕。他们怀着唯一的目标前往哈尔滨，为了斩杀老奸巨猾的敌人，不惜再次献出生命。

## 演員陣容
- 玄彬 飾演 安重根

獨立軍參謀中將。
- 朴正民 飾演 禹德淳

比起自己名垂青史，更關心國家未來的獨立軍。自願上當以找出內奸。
- 趙宇鎮 飾演 金尙鉉

与禹德淳一起为国家独立而献身的独立军。一度為內奸，但最後改邪歸正。
- 全汝彬 飾演 孔夫仁

在海參崴活动的女性独立军代表人物。
- 劉宰明 飾演 崔在亨

支援独立军资金和住所的独立运动人士。
- 朴勳 飾演 森达夫

日军陆军少校，在新牙山战斗中战败而独立军的战俘，安重根善意将其释放后感到被羞辱而准备反击推翻大韩义军。
- 李棟旭 饰演 李昌燮（特別出演）

独立军，虽因意见不同而与安重根对立，但两人守护祖国的信念是相同的。
- 中川雅也 饰演 伊藤博文（特別出演）[11][12]

時任韓國統監、日本前首相，後被安重根擊斃。
- 鄭雨盛 饰演 清朝马贼团头目（特別出演）[11]

## 製作

### 選角
2021年11月，玄彬宣佈出演禹民鎬導演新片《哈爾濱》（하얼빈）。2022年4月，媒體報導朴正民、全汝彬將加盟該片，雙方經紀公司回應收到劇本正在積極討論中。同年11月，媒體分别報導趙宇鎮加盟該片、鄭雨盛客串該片，鄭雨盛將隨劇組前往海外拍攝。11月17日，正式宣佈玄彬、朴正民、趙宇鎮、全汝彬、劉宰明、朴勳組成主演陣容，並介紹了各演員所飾演的角色；同日，李栋旭确认出演。

### 创作
导演禹民镐最初并没有打算执导该片，直到他在书店看到韩国作家李文烈的小说《不灭》（불멸）后决定接下该片导演一职；他透露该片剧本的初稿是一部娱乐性十足的Caper Film。片中除了安重根之外，朴正民饰演的禹德淳与刘宰明饰演的崔在亨均为真实人物，而赵宇镇饰演的金尚铉、全汝彬饰演的孔夫仁和李栋旭饰演的李昌燮则为虚构人物。片中故事的真实背景地为中国和俄罗斯，但因无法在两国进行拍摄，剧组转而选择保留了苏联统治时期建筑风格的拉脱维亚和与满洲地理风貌相似的蒙古。

### 拍攝
媒體報導玄彬、全汝彬、朴正民等主要演員將於2023年1月20日前往拉脫維亞取景拍攝，為期一個半月。2022年11月14日，该片在安重根紀念館舉行了吿祀儀式，主體拍攝於11月20日開始進行，2023年3月29日全片杀青。该片在蒙古、拉脱维亚和韩国取景拍摄，《寄生上流》、《从邪恶中拯救我》等片的洪坰杓担任摄影指导。影片全部序列使用ARRI ALEXA 65摄影机拍摄，是韩国影史上首部采用IMAX专用特别制式（Specially Formatted Exclusively For IMAX）制作并上映的电影。

### 损益平衡点
据韩国媒体报道，该片损益平衡点原为650万观影人次；随着海外发行和附加版权销售，损益平衡点下调至580万观影人次。

## 发行
该片于加拿大多伦多当地时间2024年9月8日在第49届多伦多国际电影节举行世界首映，9月5日发布首款预告片，原定同年12月25日在韩国上映，12月9日宣布提前至12月24日在韩国正式上映。为表示对济州航空2216号班机空难遇难者的哀悼，该片取消原定于12月31日至2025年1月3日举行的舞台问候和GV观众对谈活动。该片海外发行权售至美国、日本、法国、台湾、澳大利亚、西班牙等117个国家和地区，其中美国与新加坡于2024年12月25日上映，印度尼西亚、马来西亚、澳大利亚和新西兰、台湾分别于2025年1月1日、1月2日、1月23日和1月29日上映。2025年2月21日上线韩国IPTV和VOD点播平台。

### 评价
韩国电影杂志《Cine21》共有7名专业影评人为该片打分，均分7.29/10。

### 票房
《哈尔滨》在韩国上映首日以38.15万观影人次的票房成绩夺得单日票房冠军，且超过《阿凡達：水之道》创下韩国自新冠疫情后12月上映电影的最高开画票房记录，同时也超过《12.12：首爾之春》、《破墓》等“千万电影”的首日票房成绩；第2日累计观影人次突破100万，是韩国历年冬季上映的电影中最快获得该成绩的作品，84.78万观影人次的单日票房成绩亦打破《阿凡達：水之道》保持的疫情后圣诞节最高单日票房记录。《哈尔滨》上映后连续29日蝉联单日票房冠军直至《漫画威龙之大话特务2》上映，并连续四周夺得周末票房冠军。
| 上一届： 《消防员》 | 2024年韓國週末票房冠軍 第52週  | 下一届： 《哈尔滨》   |
| 上一届： 《哈尔滨》 | 2025年韓國週末票房冠軍 第1-3週 | 下一届： 《黑修女们》 |

## 奖项荣誉
| 年份 | 颁奖礼             | 奖项           | 入围者         | 结果 | 参考   |
| ---- | ------------------ | -------------- | -------------- | ---- | ------ |
| 2025 | 第18届亚洲电影大奖 | 最佳摄影       | 洪坰杓         | 獲獎 | [ 48 ] |
| 2025 | 第61屆百想藝術大獎 | 大奖           | 洪坰杓         | 獲獎 | [ 49 ] |
| 2025 | 第61屆百想藝術大獎 | 最佳作品       | 《哈尔滨》     | 獲獎 | [ 49 ] |
| 2025 | 第61屆百想藝術大獎 | 最佳導演       | 禹民鎬         | 提名 | [ 49 ] |
| 2025 | 第61屆百想藝術大獎 | 最佳男主角     | 玄彬           | 提名 | [ 49 ] |
| 2025 | 第61屆百想藝術大獎 | 最佳男配角     | 趙宇鎮         | 提名 | [ 49 ] |
| 2025 | 第61屆百想藝術大獎 | 最佳藝術       | 洪坰杓（摄影） | 提名 | [ 49 ] |
| 2025 | 第23届导演选择奖   | 最佳导演       | 禹民镐         | 提名 | [ 50 ] |
| 2025 | 第34屆釜日電影獎   | 最佳影片       | 《哈尔滨》     | 待定 |        |
| 2025 | 第34屆釜日電影獎   | 最佳导演       | 禹民镐         | 待定 |        |
| 2025 | 第34屆釜日電影獎   | 最佳男主角     | 玄彬           | 待定 |        |
| 2025 | 第34屆釜日電影獎   | 最佳男配角     | 赵宇镇         | 待定 |        |
| 2025 | 第34屆釜日電影獎   | 最佳摄影       | 洪坰杓         | 待定 |        |
| 2025 | 第34屆釜日電影獎   | 最佳配乐       | 曹英沃         | 待定 |        |
| 2025 | 第34屆釜日電影獎   | 最佳美术／技术 | 郭正爱（服装） | 待定 |        |
| 2025 | 第34屆釜日電影獎   | 最佳美术／技术 | 朴政佑（照明） | 待定 |        |

## 外部鏈接
- NAVER上《哈爾濱》的资料
- Daum上《哈爾濱》的资料
- 韩国电影数据库（KMDb）上《哈爾濱》的資料
- 豆瓣电影上《哈爾濱》的資料 （简体中文）
- 互联网电影数据库（IMDb）上《哈爾濱》的资料（英文）